# Familia Marianista
La Familia Marianista fundada por el beato Guillermo José Chaminade y la beata Adela de Batz de Trenquelleon, en el siglo XIX, agrupa religiosos, religiosas y laicos católicos que quieren vivir como misioneros de María en medio de nuestro mundo.

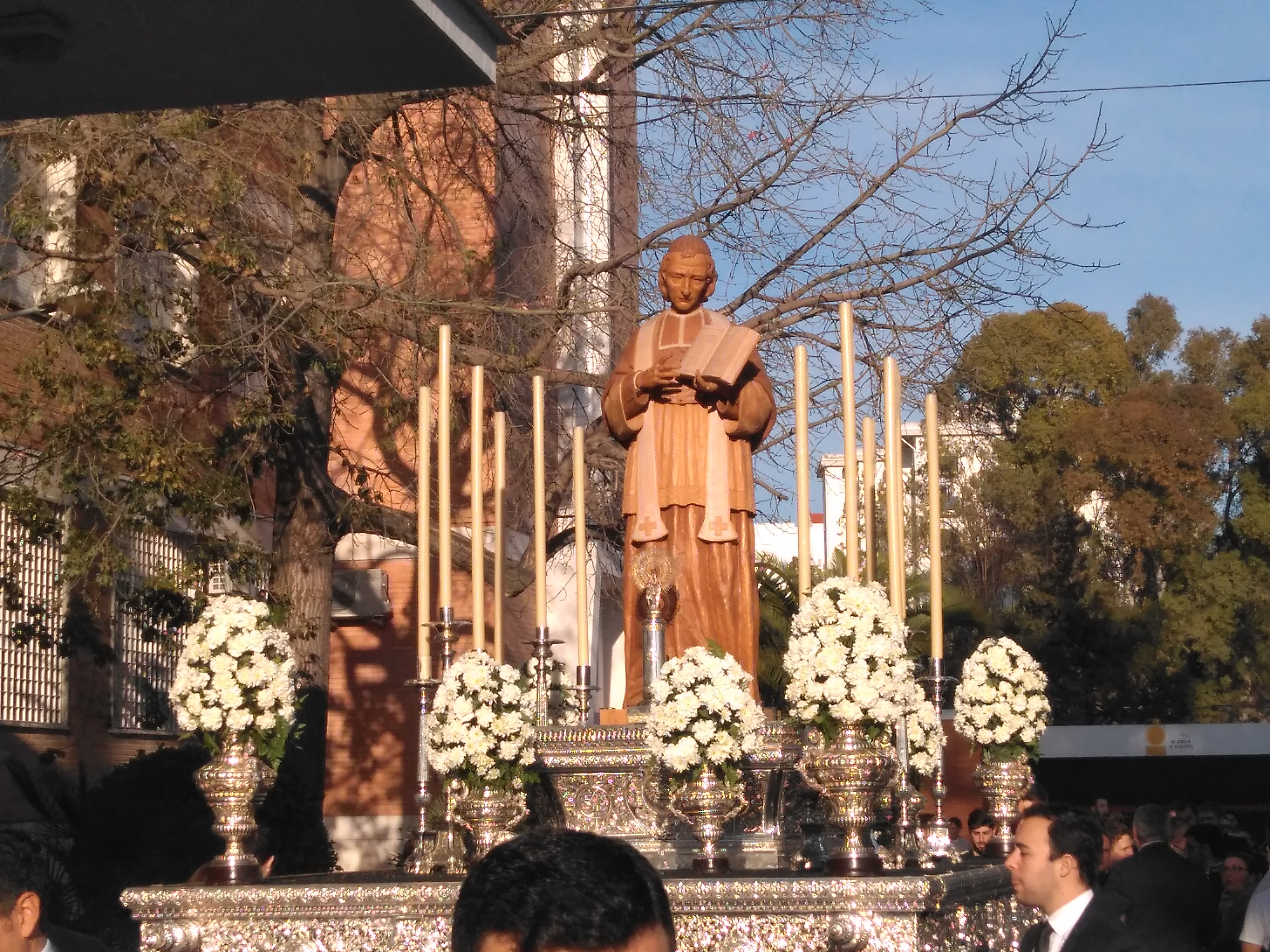
Procesión de la Familia Marianista

## Origen

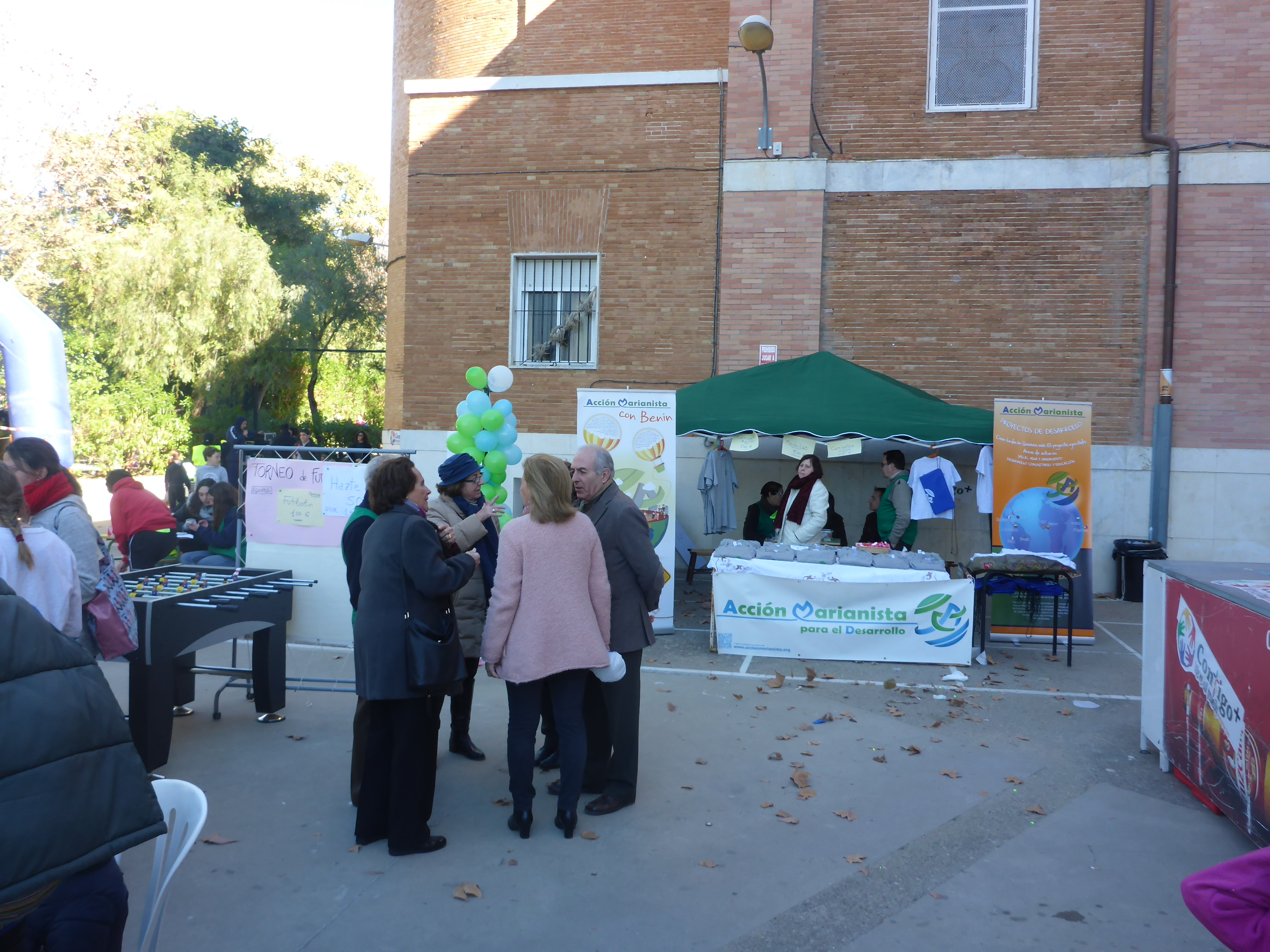
Puesto de la ONG Acción Marianista

El 8 de diciembre de 1800, día de la Inmaculada, el P. Guillermo José Chaminade, después de la celebración de la Eucaristía, hace la propuesta en Burdeos, Francia, a dos jóvenes de invitar a otros para vivir la fe cristiana como misioneros de María. El 2 de febrero de 1801 son doce los que inician nueva vida laica como misioneros, que quieren vivir el evangelio con todo el rigor de la letra y del espíritu, mezclados entre los hombres y mujeres, ejerciendo diferentes profesiones, como levadura en la masa. Forman la "Congregación de la Inmaculada". Es el nacimiento de las actuales Comunidades Laicas Marianistas".
El desarrollo de la Congregación de la Inmaculada fue espectacular. En 1803 eran 300. 
En el verano de 1804 la joven Adela de Batz de Trenquelleon, futura fundadora de las religiosas marianistas, crea en Agen, con el nombre de "Pequeña sociedad", una asociación de jóvenes muy parecida a la del beato Chaminade. En 1808 se unirán a la Congregación de Burdeos. 
Desde su inicio estas comunidades cristianas tienen una originalidad, pues proponen una nueva manera de evangelizar Francia tras el periodo revolucionario: son misioneros abiertos a las necesidades que surjan en la sociedad, renovando con fidelidad creativa la misión de la Iglesia, llenos audacia y lucidez. Entre sus miembros los hay de todas las clases sociales. Se consideran instrumento de la acción de María en el mundo; les anima un gran espíritu de familia vivido en pequeñas comunidades, desde las que tratan de “contagiar” el espíritu cristiano a sus contemporáneos. 
De la Congregación de la Inmaculada nacerán dos congregaciones religiosas:
en 1816 el "Instituto de Hijas de María Inmaculada (FMI)", religiosas marianistas, 
y en 1817 la "Compañía de María (SM)" , religiosos marianistas. 
El carisma marianista, don de Dios a su Iglesia, recibió un impulso especial con la beatificación del P. Chaminade en el año jubilar de 2000.

## Actualidad
En torno al Concilio Vaticano II, se da una refundación de la Congregación de la Inmaculada. En 1993 los grupos de laicos marianistas existentes en todo el mundo se constituyen en un grupo autónomo, coordinados internacionalmente: son las "Comunidades Laicas Marianistas". 

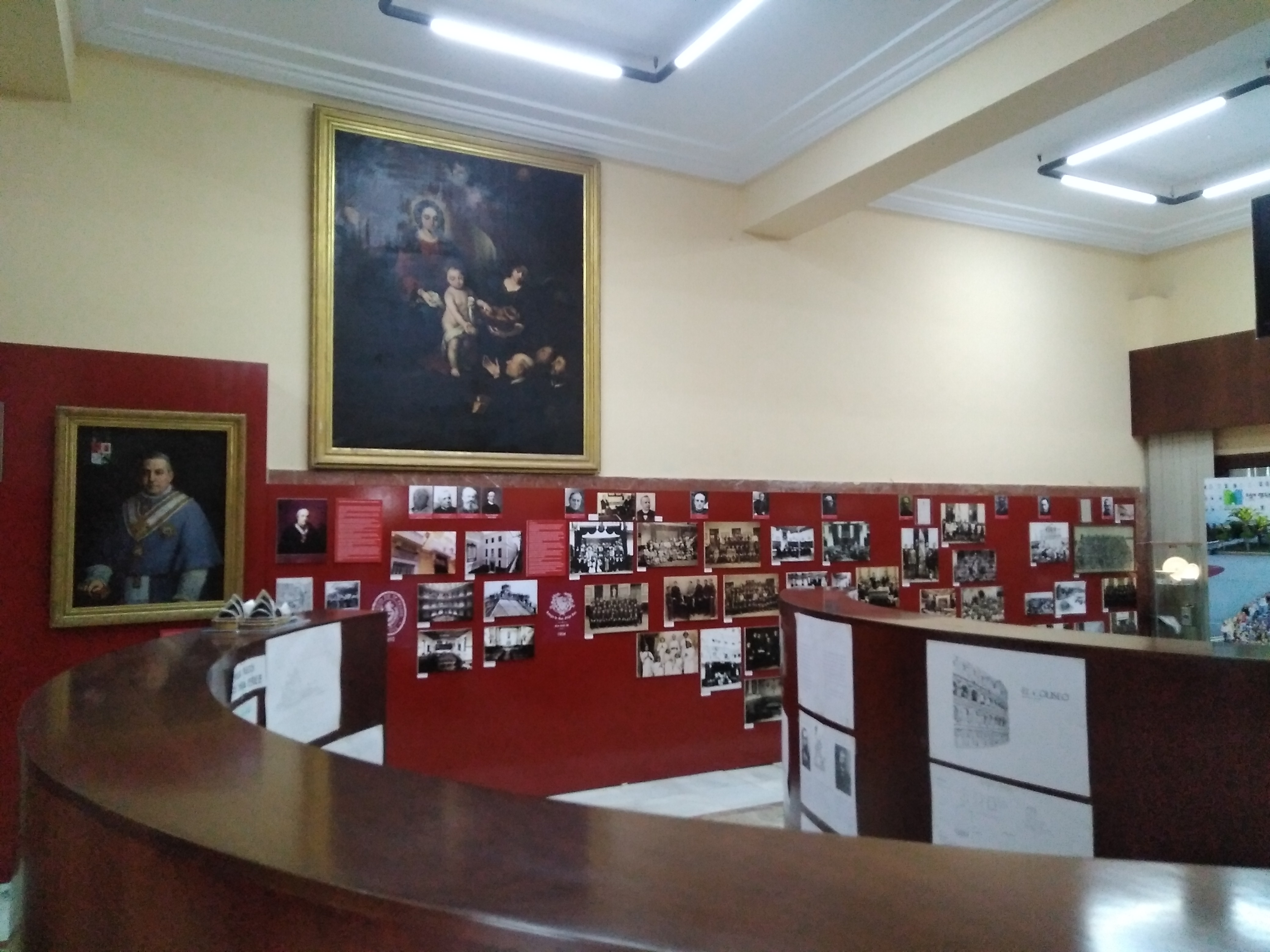
Exposición Marianistas: 125 años en Cádiz

El 25 de marzo de 2000 reciben el reconocimiento, por parte del Vaticano, como Asociación privada de fieles.
Desde 1996 está constituido el Consejo Mundial de la Familia Marianista, compuesto por los representantes de los cuatro grupos marianistas (religiosas, religiosos, laicos e instituto secular). En este Consejo se orienta la misión de la Familia Marianista en el mundo y se organizan actividades y proyectos conjuntos. En cada país hay un consejo nacional.

## Familia Marianista en España
La Familia Marianista en España está compuesta por:
- Los religiosos marianistas (SM)
- Las religiosas marianistas (FMI)
- Las fraternidades Marianistas (CLM)
- CEMI(CLM)

En España, el consejo de Familia Marianista tiene tres obras comunes: 
- "Agora Marianista", portal con el que se hace presente en el mundo de Internet, dando gratis lo que ha recibido gratis, mostrando su identidad y una manera de ser misioneros en la sociedad actual.
- La "ONG Acción Marianista", desde la que desea hacerse presente en el mundo del voluntariado para desarrollar una sociedad más justa, en paz y respetuosa con la creación.
- "Galilea_AFM", unidad de servicio para el apoyo a las actividades de evangelización marianista digital de la Familia Marianista de España y sus entornos pastorales (www.iMarianistas.org).